# Леніно (Зав'яловський район)
Ле́ніно (рос. Ленино) — присілок в Зав'яловському районі Удмуртії, Росія.
Знаходиться на захід від Іжевська. Розташоване біля невеликої правої притоки Мужвайки, на околиці лісового масиву.

## Населення
Населення — 94 особи (2010; 118 в 2002).
Національний склад станом на 2002 рік:
- росіяни — 65 %
- удмурти — 30 %

## Урбаноніми[3]
- вулиці — Дружби, Пісочна, Свободи, Шкільна